# 小昆德什河
小昆德什河是俄羅斯的河流，位於馬里埃爾共和國，屬於小科克沙加河的左支流。小昆德什河全長107公里，流域面積1,310平方公里。